# Camillo Isnardi
Camillo Fiorenzo Carlo Maria Isnardi (Brescia, 17 settembre 1874 – Asti, 17 gennaio 1949) è stato un tiratore a segno italiano.

## Biografia
Nato nel 1874 a Brescia, in carriera vinse 9 medaglie ai Mondiali: 2 ori e 1 bronzo a Lione 1921 (i primi nella carabina militare 300 m 3 posizioni e nella carabina militare 300 m in ginocchio, il secondo nella carabina militare 300 m in piedi), 2 argenti e 1 bronzo a Milano 1922 (i primi nella pistola 50 m e nella pistola 50 m a squadre con Luigi Corba, Franco Micheli, Luigi Moretto e Riccardo Ticchi, il secondo nella carabina militare 300 m 3 posizioni), 1 argento nella carabina militare 300 m in ginocchio a Stoccolma 1929 e 2 argenti nella carabina militare 300 m 3 posizioni e nella carabina militare 300 m a terra ad Anversa 1930.
A 46 anni partecipò ai Giochi olimpici di Anversa 1920, in 4 gare: nella carabina militare a terra 300 m a squadre insieme a Peppy Campus, Raffaele Frasca, Alfredo Galli e Riccardo Ticchi (9º con 272 punti), nella carabina militare in piedi 300 m a squadre con Giancarlo Boriani, Sem De Ranieri, Luigi Favretti e Ticchi (4º con 251 punti), nella carabina militare a terra 600 m a squadre insieme a Campus, Frasca, Galli e Ticchi (12º con 257 punti) e nella carabina militare a terra 300/600 m a squadre con De Ranieri, Frasca, Galli e Ticchi (9º con 527 punti).
4 anni dopo, a 50 anni, prese parte di nuovo alle Olimpiadi, quelle di Parigi 1924, arrivando 40º nella carabina piccola con 377 punti e 10º nel fucile a squadre insieme ad Alberto Coletti Conti, De Ranieri, Giuseppe Laveni e Ticchi con 578 punti.

## Palmarès

### Campionati mondiali
- 9 medaglie:
  - 2 ori (Carabina militare 300 m 3 posizioni a Lione 1921, carabina militare 300 m in ginocchio a Lione 1921)
  - 5 argenti (Pistola 50 m a Milano 1922, pistola 50 m a squadre a Milano 1922, carabina militare 300 m in ginocchio a Stoccolma 1929, carabina militare 300 m 3 posizioni ad Anversa 1930, carabina militare 300 m a terra ad Anversa 1930)
  - 2 bronzi (Carabina militare 300 m in piedi a Lione 1921, carabina militare 300 m 3 posizioni a Milano 1922)